# Фрейшу-де-Сима
Фрейшу-де-Сима (порт. Freixo de Cima) — район (фрегезия) в Португалии, входит в округ Порту. Является составной частью муниципалитета Амаранте. По старому административному делению входил в провинцию Дору-Литорал. Входит в экономико-статистический субрегион Тамега, который входит в Северный регион. Население составляет 2196 человек на 2001 год. Занимает площадь 2,72 км².
Покровителем района считается Архангел Михаил (порт. S. Miguel Arcanjo).